# Kotrag
Kotrag (čuvašsky Kătra Pattăr, Atyrach-Katrag, tatarsky Kodrak, Kedra chan, Kotrag baltavar, Kotrag ilteber, Kutrag) byl prabulharský vládce z rodu Dulo na přelomu 7. a 8. století. Jako syn Kuvrata zdědil vládu nad Kutrigury, neboli Kotragy (660 – 700/710?) a později vládl i ostatním kočovníkům mezi Itilí (Volha) a Čulmanem (Kama). Po přijetí islámu se přestěhoval z Onogurie (Velké Bulharsko 632 – 668) na Střední Povolží do Buljaru (Buljarské knížectví),  k soutoku řek Volhy a Kamy, kde založil Volžské Bulharsko.
Jeho jméno (cyrilicí:Көдрә, latnkou: Ködrä) znamená tatarsky „kudrnatý“. Je uveden v Seznamu bulharských chánů.

## Onogurie a Chazarská nadvláda (651 – 922)
Ve 30. a 40. letech 7. století, po střetech s Avary, byla větší část Donských Bulharů (Kotragové → Kutrigurové a Utigurové, později Volžští Bulhaři) nucena k návratu do východního Přiazoví a připojit se k svým soukmenovcům, Kubáňským Bulharům (Kupi Bulhaři → Utigurové a Kutrigurové).

Kuvrat před svou smrtí radil svým pěti synům Batbajanovi, Katragovi, Asparuchovi, Kuberovi a Alcekovi, že se nesmí rozdělit, bránit se mohou lépe společně před jinými národy. Během svého života podělil vládu nad Onogurií (Velké Bulharsko) mezi své syny. Svému mladšímu milovanému synovi Kotragovi s největší pravděpodobností přidělil území od řeky Suly po největší ostrov Chortycje na řece Dněpr, kde bylo umístěno jedno z Kuvratových ležení. Kotrag převedl svou vlastní hordu podřízených Kotragů (část Kutrigurů a Utigurů) z levého břehu Donu na pravý, tzn. z asijské části do evropské. Tím že se Kotragové přeplavili na druhou stranu řeky, mírně se posunuli na západ. Nakonec se zde, mezi Donem a Doněcem usadili. Theofanes ve svém díle „Kronika“, napsané v letech 810—815, píše: 
| „                                           | ...druhý syn Kuvrat-kaganův jménem Katrag, přešel přes řeku Tanais (Don), a usadil se oproti svému staršímu bratrovi Batbajanovi... | “ |
| — Theofanes - „Biografie byzantských králů“ | |   |

Je známo, že Kuvrat zemřel při střetu s Chazary. Avšak jeho synové se začali chovat v rozporu s jeho představami, a každý z nich začal vést poměrně odlišnou a samostatnou politiku. Kuvratovo sídlo Baltavar (Poltava), které najednou patřilo jeho potomkům, leželo v centru tohoto území. Opodál, na bezpečném místě obklopeném močály nebo možná okolními lesy, Kotrag pohřbil svého otce takovým způsobem, aby nepřátelé nemohli najít hrob - (Poklad Malé Pereščepiny).
Po smrti Kuvrata (kolem roku 660) se do čela Onogurského chanátu (Velké Bulharsko), na tři roky postavil jeho nejstarší syn – Batbajan (660 – 690). Nicméně roku 663, vládu nad hlavním prabulharským národem, přebral třetí Kuvratův syn Asparuch (663 – 681), zatímco prvorozený syn Batbajan zůstal v čele méně početného národa.
Je možné, že tento rozkol byl výsledkem tlaku Chazarů kteří vycítili možnost expanze do Onogurie, při které Prabulhaři ztratili velkou většinu.
Roku 668 byla napadena hlavní část Prabulharského chanátu. Kokovcov tlumočí "Dopis chazarského hakana Jusúfa" (Josef, 945 – 965), jak Chazaři vyhnali Onogury které vedl Asparuch. Ten pak se svou hordou uprchl mimo dosah Chazarů, do západní části říše ke svému strýci Sámovi (Šambat Kij), 663 – 670)  a poté, roku 679 překročil Dolní Dunaj.
Naopak, Batbajan s částí Prabulharů (část Onogurů a Utigurů) společně s Kotragovou částí Prabulharů (Kutrigurové a Utigurové) uznali Chazarům vazalství. Je známo, že v Baštu (Kyjev) se poprvé setkal s novým náboženstvím - islámem, které on, Katrag a jejich následovníci přijali.

## Přesídlení k Střednímu Povolží (671 – 675)

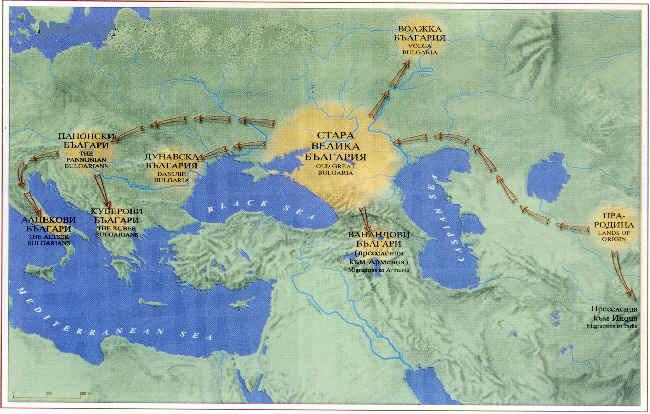
Rozsídlení Prabulharů

Roku 671, jedna z hord - Kotragové (část Kutrigurů a Utigurů), která se skládala převážně z kutrigurských kmenů, se vyhnula Chazarům tak, že pod vedením Kotraga-baltavara se vydala na pochod podél Donu na sever. Kolem roku 675 dosáhli soutoku řek Itil (Volha) a Čulman (Kama) kde zabrali Bilär bäklege (Buljarské knížectví), (místa na území dnešního Tatarstánu a Baškortostánu). Tam se rozdělili do tří skupin. V témže roce začal proces formování nového bulharského státu, probíhající několik staletí. Zatím nešlo o stát jako takový, ale spíš o polokočovní konfederaci. Jejich država zasahovala na Sibiř a zahrnovala regiony Povolží s výjimkou Dolního Povolží kde vládli Chazaři. Pravděpodobně pomocí fúzí s domorodými národy nebo s jinými přistěhovalci, samotné hordy udržovali prosperitu.
Po Katragové smrti trvalo přes dvě stě let než zde Prabulhaři společně s dalšími turkickými a ugrofinskými skupinami na přelomu 9. a 10. století vytvořili historicky první feudální útvar v severovýchodní Evropě: Bulharskou volžsko-kamskou říši.
Srovnávací analýza poukazuje na to, že skupiny Kotraga Velké Bulharsko → (Volžské Bulharsko) a Asparucha Malé Bulharsko (První bulharská říše) byly nejpočetnější při dosahu teritoriálního usazení

## Bulharský volžsko-kamský chanát (922 – 1236)

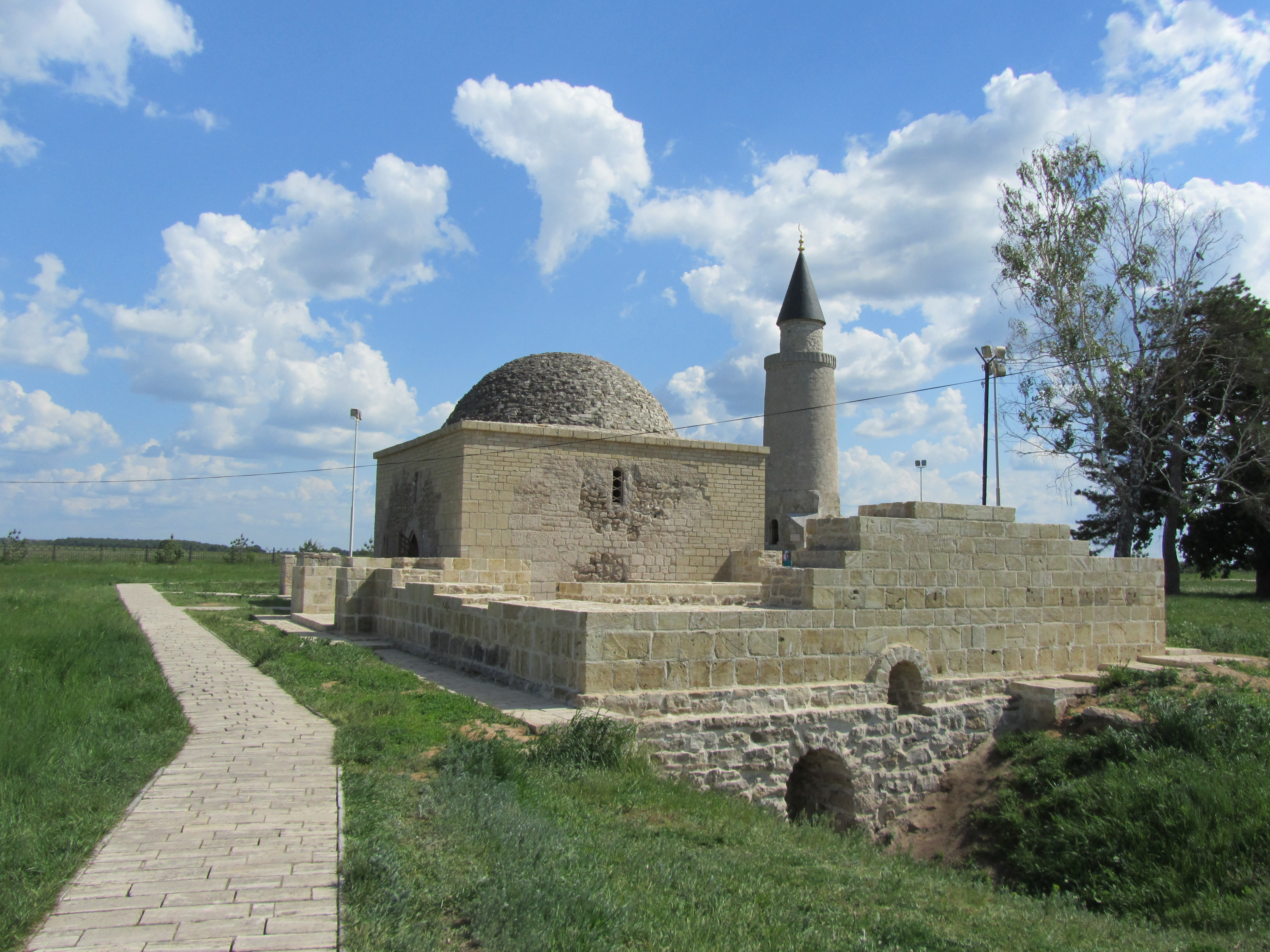
Pozůstatky Bulgaru, jednoho z hlavních center Volžského Bulharska

Oficiálním rokem vzniku Bulharské volžsko-kamské říše je rok 922, kdy se Prabulharům podařilo vyprostit se zpod Chazarské nadvlády. Právě v tomto roce vyslal Bagdádský chalif do města Bulgaru veliké poselstvo, v jehož čele byli muslimští duchovní a stavitelé. Panovník Almuš , sedmý ilteber Bulharské volžsko-kamské říše, uzavřel spojenectví s Abbásovci a přijetím islámu za své státní náboženství se stal vírou poddaným Bagdádského chalífa. Toto bylo zapsáno tajemníkem poselstva Ahmadem ibn Fadlánem.
Národnostní složení Povolžských Prabulharů bylo různorodé: Hunobulhaři, Burdžané - (Barsilové, Sabirové, Barındžarové), Esegelové, Kabaři, Ugrofinové, Alani, Turkité, Sarmati, Gótové, Slované, Byzantínci a ostatní. Součástí Volžsko-kamského Bulharska se stala také okolní knížectví, čili bäklegy → begliky → bejliky, mezi hlavními byla Buljarské a Suarské s hlavními městy Bilär a Suwar (Nur-Suvar).
Volžsko-kamské Bulharsko nazývali „královstvím rozumu“ a to ne zcela bezdůvodně, právě zde velkého rozvoje dosáhly poznatky z dějin, medicíny, astronomie a matematiky. Slavná a silná hlavní města: Bulgar, Bilär a Suwar (Nur-Suvar), které profitovaly jako překládací obchodní body při prodeji kožešin mezi Uhry a Rusy ze severu a jižní civilizaci, Byzancí, muslimským kalifátem Bagdádu a Turkestánem. Byla zde velice rozvinuta černá a barevná metalurgie, kovozpracování, hrnčířství, výroba ozdobných předmětů, zpracování kožešin, řezbářství do dřeva, kamene i kostí. O úrovni rozvoje černé metalurgie svědčí například fakt, že Volžští Bulhaři jako první v Evropě začali tavit litinu! A velice opracovaná kůže je mezi turecky hovořícími národy Asie dodnes označována výrazem „bolgari“. Zemědělství bylo také velice rozvinuté. Například ruské letopisy svědčí o tom, že v neúrodných letech ruská knížata mnohokrát jezdila do hlavního města Bulgar a nakupovala zde obilí, aby zachránili své obyvatelstvo od hladomoru. Byl zde využíván trojpolní systém obdělávání půdy (v západní Evropě používaný o pár století později) doplnění soustavou zavlažování, tyto zkušenosti si sem přinesli Prabulhaři z území Střední Asie.
Rozvoj pokroku je nemyslitelný bez existence obchodního centra: v hlavním městě Volžsko-kamského Bulharska byl vždy veliký trh. Ten byl nazýván Aga bazar. Zde probíhal velký, každoroční, mezinárodní veletrh. Sem se sjížděli kupci ze všech konců světa. Peněžní jednotkou volžsko-kamských Bulharů byla veverčí kožešina. I v současnosti kazaňští Tataři nazývají kopějku „tien“, což v ruštině znamená veverka.
Jsou známé verše básníka Saifi Sarai al Bulgariho, který jako o běžném jevu píše o otáčení Země kolem Slunce. A to o 300 let dříve než Koperník! Mnohočetné nápisy na keramice, bižuterních ozdobách a zvláště v kameni, ukazují široce rozšířenou gramotnost mezi obyvatelstvem. Poéma velikého bulharského básníka Kul Galiho „Just a Zulejcha“, napsaná na počátku 13. století, byla uznána pokladem světové literatury a rok 1983 vyhlásilo UNESCO rokem Kul Galiho.

## Zánik chanátu a exonyma
Roku 1237 podlehli mongolskému Kypčackému chanátu - Ulusu Džuči (Zlatá horda) vedenému chánem Bátúem. Kazaňský chanát se vyčlenil z Ulusu Džuči roku 1438. Zakladatelem dynastie kazaňských chánů byl Ulug Muhammed (1438 — 1445). Tento chanát však nakonec vyvrátil první ruský car Ivan Hrozný roku 1552, což znamenalo také vyhánění tatarského obyvatelstva a jeho obracení na pravoslavnou víru.
Kotrag je považován za zakladatele Volžsko-kamského Bulharska, a Volžští Bulhaři jsou předky domorodého obyvatelstva z Povolží, zejména Kazaňských Tatarů a Čuvašů. Přestože město Bulgar vzkvétalo po dlouhou dobu poté, lidé postupně ztratili svou identitu a byli asimilování Rusy.